# Moon Tycoon

Moon Tycoon es un juego de construcción para PC lanzado al mercado en 2001 por Anarchy Enterprises y Unique Entertainment. Está basado en la creación de una colonia o ciudad lunar. Anarchy Enterprises lo describió como el "primer juego Sim 3-D", y advirtió que tenía muchas similitudes con SimCity (el cual en aquella época era en 2-dimensiones).